# Strangalia xanthotela
Strangalia xanthotela är en skalbaggsart som först beskrevs av Bates 1892.  Strangalia xanthotela ingår i släktet Strangalia och familjen långhorningar. Inga underarter finns listade i Catalogue of Life.